# Breitenau (Dolna Austria)
Breitenau – gmina w Austrii, w kraju związkowym Dolna Austria, w powiecie Neunkirchen. Według Austriackiego Urzędu Statystycznego liczyła 1 416 mieszkańców (1 stycznia 2014).